# Глухар (Шалинський міський округ)
Глуха́р (рос. Глухарь) — селище у складі Шалинського міського округу Свердловської області.
Населення — 4 особи (2010, 21 2002).
Національний склад станом на 2002 рік: росіяни — 100 %.